# Lista de cardeais eleitores do conclave de 2005
Esta é uma lista dos 117 cardeais eleitores (têm menos de oitenta anos de idade) que em 19 de Abril, no conclave de 2005, elegeram o cardeal Joseph Ratzinger como Papa Bento XVI, o sucessor do Papa João Paulo II.

## Composição por consistório
| Consistório               | 2005    | 2005        | 2005  |
| ------------------------- | ------- | ----------- | ----- |
|                           | Eleitor | Não eleitor | Total |
| Abril 1969                |         | 3           | 3     |
| Março 1973                |         | 5           | 5     |
| Maio 1976                 | 2       | 1           | 3     |
| Junho 1977                | 1       | 1           | 2     |
| Criadas por Paulo VI      | 3       | 10          | 13    |
| Junho 1979                | 2       | 3           | 5     |
| Fevereiro 1983            | 9       | 1           | 10    |
| Maio 1985                 | 7       | 12          | 19    |
| Junho 1988                | 7       | 8           | 15    |
| Junho 1991                | 6       | 9           | 15    |
| Novembro 1994             | 13      | 7           | 20    |
| Fevereiro 1998            | 13      | 6           | 19    |
| Fevereiro 2001            | 31      | 7           | 38    |
| Outubro 2003              | 26      | 3           | 29    |
| Criadas por João Paulo II | 114     | 56          | 170   |
| total                     | 117     | 66          | 183   |

| Criado por                | Cardeais | Por Cento | Direito Voto | Por Cento |
| ------------------------- | -------- | --------- | ------------ | --------- |
| Papa Paulo VI (PVI)       | 013      | 7,1 %     | 03           | 2,56 %    |
| Papa João Paulo II (JPII) | 0170     | 92,9 %    | 0114         | 97,44 %   |
| Total                     | 183      | 100 %     | 117          | 100 %     |

## Cardeais Bispos
| Nº | Nome                        | País     | Função                                                                       | Data Nascimento        | Consistório    | Papa |
| -- | --------------------------- | -------- | ---------------------------------------------------------------------------- | ---------------------- | -------------- | ---- |
| 1  | Joseph Aloisius Ratzinger † | Alemanha | Decano do Colégio dos Cardeais Prefeito da Congregação para a Doutrina da Fé | 16 de abril de 1927    | Junho 1977     | PVI  |
| 2  | Angelo Sodano †             | Itália   | Secretário de Estado Vice-Decano emérito do Colégio dos Cardeais             | 23 de novembro de 1927 | Junho 1991     | JPII |
| 3  | Alfonso López Trujillo †    | Colômbia | Presidente da Pontifício Conselho para a Família                             | 8 de novembro de 1935  | Fevereiro 1983 | JPII |
| 4  | Giovanni Battista Re        | Itália   | Prefeito da Congregação para os Bispos                                       | 30 de janeiro de 1934  | Fevereiro 2001 | JPII |
| 5  | Ignace Moussa I Daoud †     | Síria    | Prefeito da Congregação para as Igrejas Orientais                            | 18 de setembro de 1930 | Fevereiro 2001 | JPII |

## Cardeais Presbíteros
| Nº | Nome                                  | País                           | Função | Data Nascimento         | Consistório    | Papa |
| -- | ------------------------------------- | ------------------------------ | --- | ----------------------- | -------------- | ---- |
| 6  | William Wakefield Baum †              | Estados Unidos                 | Penitencieiro-Mor Emérito | 21 de novembro de 1926  | Maio 1976      | PVI  |
| 7  | Marco Cé †                            | Itália                         | Patrirca emérito de Veneza | 8 de julho de 1925      | Junho 1979     | JPII |
| 8  | Franciszek Macharski †                | Polónia                        | Arcebispo de Cracóvia | 20 de maio de 1927      | Junho 1979     | JPII |
| 9  | Michael Michai Kitbunchu              | Tailândia                      | Arcebispo de Bangkok | 25 de janeiro de 1929   | Fevereiro 1983 | JPII |
| 10 | Godfried Danneels †                   | Bélgica                        | Arcebispo de Mechelen-Bruxelas | 4 de junho de 1933      | Fevereiro 1983 | JPII |
| 11 | Thomas Stafford Williams †            | Nova Zelândia                  | Arcebispo da Wellington | 20 de março de 1930     | Fevereiro 1983 | JPII |
| 12 | Carlo Maria Martini, S.J. †           | Itália                         | Arcebispo emérito de Milão | 15 de fevereiro de 1927 | Fevereiro 1983 | JPII |
| 13 | Jean-Marie Lustiger †                 | França                         | Arcebispo de Paris | 17 de setembro de 1926  | Fevereiro 1983 | JPII |
| 14 | Józef Glemp †                         | Polónia                        | Arcebispo de Varsóvia | 18 de dezembro de 1929  | Fevereiro 1983 | JPII |
| 15 | Joachim Meisner †                     | Alemanha                       | Arcebispo de Colônia | 25 de dezembro de 1933  | Fevereiro 1983 | JPII |
| 16 | Francis Arinze                        | Nigéria                        | Prefeito da Congregação para o Culto Divino e Disciplina dos Sacramentos                                                              | 1 de novembro de 1932   | Maio 1985      | JPII |
| 17 | Miguel Obando Bravo, S.D.B. †         | Nicarágua                      | Arcebispo de Manágua | 2 de fevereiro de 1926  | Maio 1985      | JPII |
| 18 | Ricardo Jamin Vidal †                 | Filipinas                      | Arcebispo de Cebu | 6 de fevereiro de 1931  | Maio 1985      | JPII |
| 19 | Paul Poupard                          | França                         | Presidente do Pontifício Conselho para a Cultura                                                                                      | 30 de agosto de 1930    | Maio 1985      | JPII |
| 20 | Friedrich Wetter                      | Alemanha                       | Arcebispo de Munique e Freising | 20 de fevereiro de 1928 | Maio 1985      | JPII |
| 21 | Adrianus Johannes Simonis †           | Países Baixos                  | Arcebispo de Utrecht | 26 de novembro de 1931  | Maio 1985      | JPII |
| 22 | Bernard Francis Law †                 | Estados Unidos                 | Arcipreste da Basílica de Santa Maria Maior                                                                                           | 4 de novembro de 1931   | Maio 1985      | JPII |
| 23 | Giacomo Biffi †                       | Itália                         | Arcebispo emérito de Bolonha | 13 de junho de 1928     | Maio 1985      | JPII |
| 24 | Eduardo Martínez Somalo †             | Espanha                        | Prefeito Emérito da Congregação para os Institutos de Vida Consagrada e Sociedades de Vida Apostólica Carmelengo da Câmara Apostólica | 31 de março de 1927     | Junho 1988     | JPII |
| 25 | José Freire Falcão †                  | Brasil                         | Arcebispo emérito de Brasília | 23 de outubro de 1925   | Junho 1988     | JPII |
| 26 | Michele Giordano †                    | Itália                         | Arcebispo de Nápoles | 26 de setembro de 1930  | Junho 1988     | JPII |
| 27 | Edmund Casimir Szoka †                | Estados Unidos                 | Prefeito da Pontifícia Comissão para o Estado da Cidade do Vaticano                                                                   | 14 de setembro de 1927  | Junho 1988     | JPII |
| 28 | László Paskai, O.F.M. †               | Hungria                        | Arcebispo emérito de Esztergom-Budapeste                                                                                              | 8 de maio de 1927       | Junho 1988     | JPII |
| 29 | Christian Wiyghan Tumi †              | Camarões                       | Arcebispo de Douala | 15 de outubro de 1930   | Junho 1988     | JPII |
| 30 | Frédéric Etsou-Nzabi-Bamungwabi †     | República Democrática do Congo | Arcebispo de Kinshasa | 3 de dezembro de 1930   | Junho 1991     | JPII |
| 31 | Nicolás de Jesús López Rodríguez      | República Dominicana           | Arcebispo de Santo Domingo | 31 de outubro de 1936   | Junho 1991     | JPII |
| 32 | Roger Michael Mahony                  | Estados Unidos                 | Arcebispo da Los Angeles | 27 de fevereiro de 1936 | Junho 1991     | JPII |
| 33 | Camillo Ruini                         | Itália                         | Vigário-Geral da Diocese de Roma | 19 de fevereiro de 1931 | Junho 1991     | JPII |
| 34 | Henri Schwery †                       | Suíça                          | Bispo emérito de Sion | 14 de junho de 1932     | Junho 1991     | JPII |
| 35 | Georg Maximilian Sterzinsky †         | Alemanha                       | Arcebispo de Berlim | 9 de fevereiro de 1936  | Junho 1991     | JPII |
| 36 | Miloslav Vlk †                        | Chéquia                        | Arcebispo de Praga | 17 de maio de 1932      | Novembro 1994  | JPII |
| 37 | Peter Seiichi Shirayanagi †           | Japão                          | Arcebispo emérito de Tóquio | 17 de junho de 1928     | Novembro 1994  | JPII |
| 38 | Jaime Lucas Ortega y Alamino †        | Cuba                           | Arcebispo de Havana | 18 de outubro de 1936   | Novembro 1994  | JPII |
| 39 | Julius Riyadi Darmaatmadja, S.J.      | Indonésia                      | Arcebispo de Jacarta Ordinário Militar da Indonésia                                                                                   | 20 de dezembro de 1934  | Novembro 1994  | JPII |
| 40 | Emmanuel Wamala                       | Uganda                         | Arcebispo de Kampala | 15 de dezembro de 1926  | Novembro 1994  | JPII |
| 41 | William Henry Keeler †                | Estados Unidos                 | Arcebispo de Baltimore | 4 de março de 1931      | Novembro 1994  | JPII |
| 42 | Jean-Claude Turcotte †                | Canadá                         | Arcebispo de Montréal | 26 de junho de 1936     | Novembro 1994  | JPII |
| 43 | Ricardo Maria Carles i Gordó †        | Espanha                        | Arcebispo da Barcelona | 24 de setembro de 1926  | Novembro 1994  | JPII |
| 44 | Adam Joseph Maida                     | Estados Unidos                 | Arcebispo de Detroit | 18 de março de 1930     | Novembro 1994  | JPII |
| 45 | Vinko Puljić                          | Bósnia e Herzegovina           | Arcebispo de Sarajevo | 8 de setembro de 1945   | Novembro 1994  | JPII |
| 46 | Armand Gaétan Razafindratandra †      | Madagáscar                     | Arcebispo de Antananarivo | 7 de agosto de 1925     | Novembro 1994  | JPII |
| 47 | Juan Sandoval Íñiguez                 | México                         | Arcebispo de Guadalajara | 28 de março de 1933     | Novembro 1994  | JPII |
| 48 | Salvatore De Giorgi                   | Itália                         | Arcebispo de Palermo | 6 de setembro de 1930   | Fevereiro 1998 | JPII |
| 49 | Antonio María Rouco Varela            | Espanha                        | Arcebispo de Madrid | 20 de agosto de 1936    | Fevereiro 1998 | JPII |
| 50 | Aloysius Matthew Ambrozic †           | Canadá                         | Arcebispo de Toronto | 27 de janeiro de 1930   | Fevereiro 1998 | JPII |
| 51 | Dionigi Tettamanzi †                  | Itália                         | Arcebispo de Milão | 14 de março de 1934     | Fevereiro 1998 | JPII |
| 52 | Polycarp Pengo                        | Tanzânia                       | Arcebispo de Dar-es-Salaam | 5 de agosto de 1944     | Fevereiro 1998 | JPII |
| 53 | Christoph Schönborn, O.P              | Áustria                        | Arcebispo de Viena Bispo na Áustria para os fiéis de Rito Bizantino                                                                   | 21 de janeiro de 1945   | Fevereiro 1998 | JPII |
| 54 | Norberto Rivera Carrera               | México                         | Arcebispo da Cidade do México | 6 de junho de 1942      | Fevereiro 1998 | JPII |
| 55 | Francis Eugene George, O.M.I. †       | Estados Unidos                 | Arcebispo de Chicago | 16 de janeiro de 1937   | Fevereiro 1998 | JPII |
| 56 | Marian Jaworski †                     | Ucrânia                        | Arcebispo de Lviv do rito latino | 21 de agosto de 1926    | Fevereiro 1998 | JPII |
| 57 | Jānis Pujāts                          | Letónia                        | Arcebispo de Riga | 14 de novembro de 1930  | Fevereiro 1998 | JPII |
| 58 | Ivan Dias †                           | Índia                          | Arcebispo de Bombaim | 14 de abril de 1936     | Fevereiro 2001 | JPII |
| 59 | Geraldo Majella Agnelo †              | Brasil                         | Arcebispo de Salvador | 19 de outubro de 1933   | Fevereiro 2001 | JPII |
| 60 | Pedro Rubiano Sáenz †                 | Colômbia                       | Arcebispo de Bogotá | 13 de setembro de 1932  | Fevereiro 2001 | JPII |
| 61 | Theodore Edgar McCarrick †            | Estados Unidos                 | Arcebispo de Washington | 7 de julho de 1930      | Fevereiro 2001 | JPII |
| 62 | Desmond Connell †                     | Irlanda                        | Arcebispo emérito de Dublin | 24 de março de 1926     | Fevereiro 2001 | JPII |
| 63 | Audrys Juozas Backis                  | Lituânia                       | Arcebispo de Vilnius | 1 de fevereiro de 1937  | Fevereiro 2001 | JPII |
| 64 | Francisco Javier Errázuriz Ossa, ISch | Chile                          | Arcebispo de Santiago do Chile | 5 de setembro de 1933   | Fevereiro 2001 | JPII |
| 65 | Julio Terrazas Sandoval, C.Ss.R. †    | Peru                           | Arcebispo da Santa Cruz de la Sierra                                                                                                  | 7 de março de 1936      | Fevereiro 2001 | JPII |
| 66 | Wilfrid Fox Napier, O.F.M.            | África do Sul                  | Arcebispo de Durban | 8 de março de 1941      | Fevereiro 2001 | JPII |
| 67 | Óscar Rodríguez Maradiaga, S.D.B.     | Honduras                       | Arcebispo de Tegucigalpa | 29 de dezembro de 1942  | Fevereiro 2001 | JPII |
| 68 | Bernard Agré †                        | Costa do Marfim                | Arcebispo de Abidjan | 2 de março de 1926      | Fevereiro 2001 | JPII |
| 69 | Juan Luis Cipriani Thorne, Opus Dei   | Peru                           | Arcebispo da Lima | 28 de dezembro de 1943  | Fevereiro 2001 | JPII |
| 70 | Francisco Álvarez Martínez †          | Espanha                        | Arcebispo emérito de Toledo | 14 de julho de 1925     | Fevereiro 2001 | JPII |
| 71 | Cláudio Hummes, O.F.M. †              | Brasil                         | Arcebispo de São Paulo | 8 de agosto de 1934     | Fevereiro 2001 | JPII |
| 72 | Varkey Vithayathil, C.Ss.R. †         | Índia                          | Arcebispo de Ernakulam-Angamaly | 29 de maio de 1927      | Fevereiro 2001 | JPII |
| 73 | Jorge Mario Bergoglio †, S.J.         | Argentina                      | Arcebispo de Buenos Aires | 17 de dezembro de 1936  | Fevereiro 2001 | JPII |
| 74 | José da Cruz Policarpo †              | Portugal                       | Cardeal-patriarca de Lisboa | 26 de fevereiro de 1936 | Fevereiro 2001 | JPII |
| 75 | Severino Poletto †                    | Itália                         | Arcebispo da Turim | 18 de março de 1933     | Fevereiro 2001 | JPII |
| 76 | Cormac Murphy-O'Connor †              | Reino Unido                    | Arcebispo de Westminster | 24 de agosto de 1932    | Fevereiro 2001 | JPII |
| 77 | Edward Michael Egan †                 | Estados Unidos                 | Arcebispo de Nova Iorque | 2 de abril de 1932      | Fevereiro 2001 | JPII |
| 78 | Lubomyr Husar †                       | Ucrânia                        | Arcebispo maior de Kiev-Halyč | 26 de fevereiro de 1933 | Fevereiro 2001 | JPII |
| 79 | Karl Lehmann †                        | Alemanha                       | Bispo emérito de Mainz | 16 de maio de 1936      | Fevereiro 2001 | JPII |
| 80 | Angelo Scola                          | Itália                         | Arcebispo de Milão | 7 de novembro de 1941   | Outubro 2003   | JPII |
| 81 | Anthony Olubunmi Okogie               | Nigéria                        | Arcebispo de Lagos | 16 de junho de 1936     | Outubro 2003   | JPII |
| 82 | Bernard Louis Auguste Paul Panafieu † | França                         | Arcebispo de Marselha | 26 de janeiro de 1931   | Outubro 2003   | JPII |
| 83 | Gabriel Zubeir Wako                   | Sudão do Sul                   | Arcebispo de Cartum | 27 de fevereiro de 1941 | Outubro 2003   | JPII |
| 84 | Carlos Amigo Vallejo, O.F.M. †        | Espanha                        | Arcebispo de Sevilha | 23 de agosto de 1934    | Outubro 2003   | JPII |
| 85 | Justin Francis Rigali                 | Estados Unidos                 | Arcebispo de Filadélfia | 19 de abril de 1935     | Outubro 2003   | JPII |
| 86 | Keith Michael Patrick O'Brien †       | Irlanda                        | Arcebispo de Santo André e Edimburgo                                                                                                  | 17 de março de 1938     | Outubro 2003   | JPII |
| 87 | Eusébio Oscar Scheid, S.C.J. †        | Brasil                         | Arcebispo de Rio de Janeiro | 8 de dezembro de 1932   | Outubro 2003   | JPII |
| 88 | Ennio Antonelli                       | Itália                         | Arcebispo de Florença | 18 de novembro de 1936  | Outubro 2003   | JPII |
| 89 | Tarcisio Bertone S.D.B.               | Itália                         | Arcebispo de Génova | 2 de dezembro de 1934   | Outubro 2003   | JPII |
| 90 | Peter Turkson                         | Gana                           | Arcebispo de Cape Coast | 11 de outubro de 1948   | Outubro 2003   | JPII |
| 91 | Telesphore Placidus Toppo †           | Índia                          | Arcebispo de Ranchi | 15 de outubro de 1939   | Outubro 2003   | JPII |
| 92 | George Pell †                         | Austrália                      | Arcebispo de Sydney | 8 de junho de 1941      | Outubro 2003   | JPII |
| 93 | Josip Bozanić                         | Croácia                        | Arcebispo de Zagreb | 20 de março de 1949     | Outubro 2003   | JPII |
| 94 | Jean-Baptiste Phạm Minh Mẫn           | Vietname                       | Arcebispo de Ho Chi Minh | 5 de março de 1934      | Outubro 2003   | JPII |
| 95 | Rodolfo Quezada Toruño †              | Guatemala                      | Arcebispo de Guatemala | 8 de março de 1932      | Outubro 2003   | JPII |
| 96 | Philippe Xavier Ignace Barbarin       | França                         | Arcebispo de Lyon | 17 de outubro de 1950   | Outubro 2003   | JPII |
| 97 | Péter Erdő                            | Hungria                        | Arcebispo de Esztergom-Budapeste | 25 de junho de 1952     | Outubro 2003   | JPII |
| 98 | Marc Ouellet, P.S.S.                  | Canadá                         | Arcebispo de Quebec | 8 de junho de 1944      | Outubro 2003   | JPII |

## Cardeais Diáconos
| Nº  | Nome                             | País           | Função | Data Nascimento        | Consistório    | Papa |
| --- | -------------------------------- | -------------- | --- | ---------------------- | -------------- | ---- |
| 99  | Jorge Arturo Medina Estévez †    | Chile          | Presidente-emérito da Congregação para o Culto Divino e Disciplina dos Sacramentos Protodiácono                             | 23 de dezembro de 1926 | Fevereiro 1998 | JPII |
| 100 | Darío Castrillón Hoyos †         | Colômbia       | Presidente da Congregação para o Clero                                                                                      | 4 de julho de 1929     | Fevereiro 1998 | JPII |
| 101 | James Francis Stafford           | Estados Unidos | Penitenciária Apostólica | 26 de julho de 1932    | Fevereiro 1998 | JPII |
| 102 | Agostino Cacciavillan †          | Itália         | Presidente emérito da Administração do Patrimônio da Sé Apostólica                                                          | 14 de agosto de 1926   | Fevereiro 2001 | JPII |
| 103 | Sergio Sebastiani †              | Itália         | Presidente da Prefeitura dos Assuntos Econômicos da Santa Sé                                                                | 11 de abril de 1931    | Fevereiro 2001 | JPII |
| 104 | Zenon Grocholewski †             | Polónia        | Prefeito da Congregação para a Educação Católica                                                                            | 11 de outubro de 1939  | Fevereiro 2001 | JPII |
| 105 | José Saraiva Martins, C.M.F.     | Portugal       | Prefeito da Congregação para as Causas dos Santos                                                                           | 6 de janeiro de 1932   | Fevereiro 2001 | JPII |
| 106 | Crescenzio Sepe                  | Itália         | Prefeito da Congregação para a Evangelização dos Povos                                                                      | 2 de junho de 1943     | Fevereiro 2001 | JPII |
| 107 | Mario Francesco Pompedda †       | Itália         | Presidente emérito da Supremo Tribunal da Assinatura Apostólica                                                             | 18 de abril de 1929    | Fevereiro 2001 | JPII |
| 108 | Walter Kasper                    | Alemanha       | Prefeito do Pontifício Conselho para a Promoção da Unidade dos Cristãos                                                     | 5 de março de 1933     | Fevereiro 2001 | JPII |
| 109 | Jean-Louis Pierre Tauran †       | França         | Arquivista e Biblioteca Apostólica Vaticana                                                                                 | 5 de abril de 1943     | Outubro 2003   | JPII |
| 110 | Renato Raffaele Martino †        | Itália         | Presidente do Pontifício Conselho Justiça e Paz                                                                             | 23 de novembro de 1932 | Outubro 2003   | JPII |
| 111 | Francesco Marchisano †           | Itália         | Arcipreste da Basílica de São Pedro Vigário-geral de Sua Santidade para o Estado da Cidade do Vaticano                      | 25 de junho de 1929    | Outubro 2003   | JPII |
| 112 | Julián Herranz Casado , Opus Dei | Espanha        | Presidente do Pontifício Conselho para os Textos Legislativos Presidente da Pontifícia Comissão Disciplinar da Cúria Romana | 31 de março de 1930    | Outubro 2003   | JPII |
| 113 | Javier Lozano Barragán †         | México         | Presidente do Pontifício Conselho para a Pastoral no Campo da Saúde                                                         | 26 de janeiro de 1933  | Outubro 2003   | JPII |
| 114 | Stephen Fumio Hamao †            | Japão          | Presidente de Pontifício Conselho para a Pastoral dos Migrantes e Itinerantes                                               | 9 de março de 1930     | Outubro 2003   | JPII |
| 115 | Attilio Nicora †                 | Itália         | Presidente da Administração do Patrimônio da Sé Apostólica                                                                  | 16 de março de 1937    | Outubro 2003   | JPII |

## Ausentes
| Nº | Nome                           | País      | Função                         | Data Nascimento      | Consistório   | Papa |
| -- | ------------------------------ | --------- | ------------------------------ | -------------------- | ------------- | ---- |
| 1  | Jaime Lachica Sin †            | Filipinas | Arcebispo emérito de Manila    | 31 de agosto de 1928 | Maio 1976     | PVI  |
| 2  | Adolfo Antonio Suárez Rivera † | México    | Arcebispo emérito de Monterrey | 9 de janeiro de 1927 | Novembro 1994 | JPII |

### Cardeais Bispos
| Nº | Nome                     | País   | Função                                                  | Data Nascimento        | Consistório    | Papa |
| -- | ------------------------ | ------ | ------------------------------------------------------- | ---------------------- | -------------- | ---- |
| 1  | Bernardin Gantin †       | Benim  | Decano-emérito do Colégio Cardinalício                  | 8 de maio de 1922      | Junho 1977     | PVI  |
| 2  | Roger Etchegaray †       | França | Presidente Emérito do Pontifício Conselho Justiça e Paz | 25 de setembro de 1922 | Junho 1979     | JPII |
| 3  | Nasrallah Pierre Sfeir † | Líbano | Patriarca Católico Maronita de Antioquia                | 15 de maio de 1920     | Novembro 1994  | JPII |
| 4  | Stéphanos II Ghattas †   | Egito  | Patriarca Católico Copta de Alexandria                  | 16 de janeiro de 1920  | Fevereiro 2001 | JPII |

### Cardeais Presbíteros
| Nº | Nome                              | País            | Função | Data Nascimento         | Consistório    | Papa |
| -- | --------------------------------- | --------------- | --- | ----------------------- | -------------- | ---- |
| 5  | Stephen Kim Sou-hwan †            | Coreia do Sul   | Arcebispo emérito de Seul Protopresbítero                                                                                              | 8 de maio de 1922       | Abril 1969     | PVI  |
| 6  | Eugênio de Araújo Sales †         | Brasil          | Arcebispo emérito do Rio de Janeiro | 8 de novembro de 1920   | Abril 1969     | PVI  |
| 7  | Johannes Willebrands †            | Países Baixos   | Presidente-emérito do Pontifício Conselho para a Promoção da Unidade dos Cristãos                                                      | 4 de setembro de 1909   | Abril 1969     | PVI  |
| 8  | Luis Aponte Martínez †            | Porto Rico      | Arcebispo emérito de San Juan de Porto Rico                                                                                            | 4 de agosto de 1922     | Março 1973     | PVI  |
| 9  | Raúl Francisco Primatesta †       | Argentina       | Arcebispo emérito de Córdoba | 14 de abril de 1919     | Março 1973     | PVI  |
| 10 | Salvatore Pappalardo †            | Itália          | Arcebispo emérito de Palermo | 23 de setembro de 1918  | Março 1973     | PVI  |
| 11 | Paulo Evaristo Arns, O.F.M. †     | Brasil          | Arcebispo emérito de São Paulo | 14 de setembro de 1921  | Março 1973     | PVI  |
| 12 | Pio Taofinu'u †                   | Samoa           | Arcebispo emérito de Samoa-Apia | 8 de dezembro de 1923   | Março 1973     | PVI  |
| 13 | Aloísio Lorscheider, O.F.M. †     | Brasil          | Arcebispo emérito de Aparecida | 8 de outubro de 1924    | Junho 1976     | PVI  |
| 14 | Giuseppe Caprio †                 | Itália          | Grão-mestre da Ordem Equestre do Santo Sepulcro de Jerusalém                                                                           | 15 de novembro de 1914  | Junho 1979     | JPII |
| 15 | Ernesto Corripio y Ahumada †      | México          | Arcebispo emérito da Cidade do México                                                                                                  | 29 de junho de 1919     | Junho 1979     | JPII |
| 16 | Alexandre do Nascimento †         | Angola          | Arcebispo emérito de Luanda | 1 de março de 1925      | Fevereiro 1983 | JPII |
| 17 | Duraisamy Simon Lourdusamy †      | Índia           | Prefeito-emérito da Congregação para as Igrejas Orientais                                                                              | 5 de fevereiro de 1924  | Maio 1985      | JPII |
| 18 | Antonio Innocenti †               | Itália          | Prefeito Emérito da Pontifícia Comissão Ecclesia Dei                                                                                   | 23 de agosto de 1915    | Maio 1985      | JPII |
| 19 | Paul Augustin Mayer, O.S.B. †     | Alemanha        | Presidente emérito da Pontifícia Comissão Ecclesia Dei                                                                                 | 23 de maio de 1911      | Maio 1985      | JPII |
| 20 | Ángel Suquía Goicoechea †         | Espanha         | Arcebispo emérito de Madrid | 2 de outubro de 1916    | Maio 1985      | JPII |
| 21 | Henryk Roman Gulbinowicz †        | Polónia         | Arcebispo emérito de Wrocław | 17 de outubro de 1923   | Maio 1985      | JPII |
| 22 | Jozef Tomko †                     | Eslováquia      | Presidente Emérito do Pontifício Comitê para os Congressos Eucarísticos Internacionais                                                 | 11 de março de 1924     | Maio 1985      | JPII |
| 23 | Andrezej Maria Deskur †           | Polónia         | Prefeito Emérito da Pontifício Conselho para as Comunicações Sociais                                                                   | 29 de fevereiro de 1924 | Maio 1985      | JPII |
| 24 | Louis-Albert Vachon †             | Canadá          | Arcebispo emérito de Québec | 4 de fevereiro de 1912  | Maio 1985      | JPII |
| 25 | Rosalio José Castillo Lara †      | Venezuela       | Prefeito Emérito da Pontifícia Comissão para o Estado da Cidade do Vaticano                                                            | 4 de setembro de 1922   | Maio 1985      | JPII |
| 26 | Silvano Piovanelli †              | Itália          | Arcebispo emérito de Florença | 21 de fevereiro de 1924 | Maio 1985      | JPII |
| 27 | Édouard Gagnon , P.S.S. †         | Canadá          | Prefeito Emérito da Pontifício Comitê para os Congressos Eucarísticos Internacionais                                                   | 15 de janeiro de 1918   | Maio 1985      | JPII |
| 28 | Alfons Maria Stickler, S.D.B. †   | Áustria         | Arquivista-emérito e Biblioteca Apostólica Vaticana                                                                                    | 23 de agosto de 1910    | Maio 1985      | JPII |
| 29 | Achille Silvestrini †             | Itália          | Prefeito emérito da Congregação para as Igrejas Orientais                                                                              | 25 de outubro de 1923   | Junho 1988     | JPII |
| 30 | Angelo Felici †                   | Itália          | Prefeito Emérito da Congregação para as Causas dos Santos                                                                              | 26 de julho de 1919     | Junho 1988     | JPII |
| 31 | Alexandre José Maria dos Santos † | Moçambique      | Arcebispo emérito de Maputo | 18 de março de 1918     | Junho 1988     | JPII |
| 32 | Giovanni Canestri †               | Itália          | Arcebispo emérito de Gênova | 30 de setembro de 1918  | Junho 1988     | JPII |
| 33 | Antonio María Javierre Ortás †    | Espanha         | Prefeito Emérito de Congregação para o Culto Divino e Disciplina dos Sacramentos                                                       | 21 de fevereiro de 1921 | Junho 1988     | JPII |
| 34 | Simon Ignatius Pimenta †          | Índia           | Arcebispo emérito de Bombaim | 1 de março de 1920      | Junho 1988     | JPII |
| 35 | Edward Bede Clancy †              | Austrália       | Arcebispo emérito de Sydney | 13 de dezembro de 1923  | Junho 1988     | JPII |
| 36 | Jean Margéot †                    | Ilhas Maurícias | Bispo emérito de Port-Louis | 3 de fevereiro de 1916  | Junho 1988     | JPII |
| 37 | Anthony Joseph Bevilacqua †       | Estados Unidos  | Arcebispo emérito de Filadélfia | 17 de junho de 1923     | Junho 1991     | JPII |
| 38 | Giovanni Saldarini †              | Itália          | Arcebispo emérito de Turim | 11 de dezembro de 1924  | Junho 1991     | JPII |
| 39 | Cahal Brendan Daly †              | Irlanda         | Arcebispo emérito de Armagh | 1 de outubro de 1917    | Junho 1991     | JPII |
| 40 | Ján Chryzostom Korec, S.J. †      | Eslováquia      | Bispo emérito de Nitra | 22 de janeiro de 1924   | Junho 1991     | JPII |
| 41 | Pio Laghi †                       | Itália          | Presidente da Congregação para a Educação Católica                                                                                     | 21 de maio de 1922      | Junho 1991     | JPII |
| 42 | Edward Idris Cassidy †            | Austrália       | Presidente Emérito do Pontifício Conselho para a Promoção da Unidade dos Cristãos                                                      | 5 de julho de 1924      | Junho 1991     | JPII |
| 43 | José Tomás Sánchez †              | Filipinas       | Prefeito emérito da Congregação para o Clero                                                                                           | 17 de março de 1920     | Junho 1991     | JPII |
| 44 | Virgilio Noè †                    | Itália          | Vigário-Geral Emérito para a Cidade do Vaticano Arcipreste Emérito da Basílica de São Pedro Presidente Emérito da Fábrica de São Pedro | 30 de março de 1922     | Junho 1991     | JPII |
| 45 | Fiorenzo Angelini †               | Itália          | Prefeito emérito da Pontifício Conselho para a Pastoral no Campo da Saúde                                                              | 1 de agosto de 1916     | Junho 1991     | JPII |
| 46 | Luigi Poggi †                     | Itália          | Arquivista emérito dos Arquivos Secretos do Vaticano Bibliotecário emérito da Biblioteca Vaticana                                      | 25 de novembro de 1917  | Novembro 1994  | JPII |
| 47 | Carlo Furno †                     | Itália          | Grão-mestre emérito da Ordem Equestre do Santo Sepulcro de Jerusalém                                                                   | 2 de dezembro de 1921   | Novembro 1994  | JPII |
| 48 | Gilberto Agustoni †               | Suíça           | Prefeito emérito do Supremo Tribunal da Assinatura Apostólica                                                                          | 26 de julho de 1922     | Novembro 1994  | JPII |
| 49 | Paul-Joseph Phạm Ðình Tụng †      | Vietname        | Arcebispo emérito de Hanói | 15 de junho de 1919     | Novembro 1994  | JPII |
| 50 | Kazimierz Świątek †               | Bielorrússia    | Arcebispo emérito de Minsk-Mahilëŭ | 21 de outubro de 1914   | Novembro 1994  | JPII |
| 51 | Ersilio Tonini †                  | Itália          | Arcebispo emérito de Ravena-Cervia | 20 de julho de 1914     | Novembro 1994  | JPII |
| 52 | Serafim Fernandes de Araújo †     | Brasil          | Arcebispo emérito de Belo Horizonte | 13 de agosto de 1924    | Fevereiro 1998 | JPII |
| 53 | Paul Shan Kuo-hsi, S.J. †         | Taiwan          | Bispo emérito de Kaohsiung | 3 de dezembro de 1923   | Fevereiro 1998 | JPII |
| 54 | Adam Kozłowiecki, S.J. †          | Polónia         | Arcebispo emérito de Lusaka | 1 de abril de 1911      | Fevereiro 1998 | JPII |
| 55 | Antonio José González Zumárraga † | Equador         | Arcebispo emérito de Quito | 18 de março de 1925     | Fevereiro 2001 | JPII |
| 56 | Jean Marcel Honoré †              | França          | Arcebispo emérito de Tours | 13 de agosto de 1920    | Fevereiro 2001 | JPII |

### Cardeais Diacónos
| Nº | Nome                                 | País           | Função                                                                                            | Data Nascimento         | Consistório    | Papa |
| -- | ------------------------------------ | -------------- | ------------------------------------------------------------------------------------------------- | ----------------------- | -------------- | ---- |
| 57 | Lorenzo Antonetti †                  | Itália         | Presidente emérito da Administração do Patrimônio da Sé Apostólica                                | 31 de julho de 1922     | Fevereiro 1998 | JPII |
| 58 | Giovanni Cheli †                     | Itália         | Presidente emérito do Pontifício Conselho para a Pastoral dos Migrantes e Itinerantes             | 4 de outubro de 1918    | Fevereiro 1998 | JPII |
| 59 | Dino Monduzzi †                      | Itália         | Presidente emérito da Prefeitura da Casa Pontifícia                                               | 2 de abril de 1922      | Fevereiro 1998 | JPII |
| 60 | Jorge María Mejía †                  | Argentina      | Arquivista emérito dos Arquivos Secretos do Vaticano Bibliotecário emérito da Biblioteca Vaticana | 31 de janeiro de 1923   | Fevereiro 2001 | JPII |
| 61 | Roberto Tucci, S.J. †                | Itália         | Presidente emérito da Rádio Vaticano                                                              | 19 de abril de 1921     | Fevereiro 2001 | JPII |
| 62 | Leo Scheffczyk †                     | Alemanha       | Presbítero da Arquidiocese de Munique                                                             | 21 de fevereiro de 1920 | Fevereiro 2001 | JPII |
| 63 | Avery Robert Dulles, S.J. †          | Estados Unidos | Presbítero da Companhia de Jesus                                                                  | 24 de agosto de 1918    | Fevereiro 2001 | JPII |
| 64 | Georges Marie Martin Cottier, O.P. † | Suíça          | Teólogo-emérito da Casa Pontifícia                                                                | 25 de abril de 1922     | Outubro 2003   | JPII |
| 65 | Tomáš Špidlík, S.J. †                | Chéquia        | Presbítero da Companhia de Jesus                                                                  | 17 de dezembro de 1919  | Outubro 2003   | JPII |
| 66 | Stanisław Kazimierz Nagy, S.C.J. †   | Polónia        | Arcebispo-emérito de Hólar                                                                        | 30 de setembro de 1921  | Outubro 2003   | JPII |